# José Ricardo dos Santos Oliveira
José Ricardo dos Santos Oliveira (født 19. maj 1984) er en tidligere brasiliansk fodboldspiller.